# Enric Raxach
Enric Raxach   (Barcelona, 15 de gener de 1932) és un compositor d'origen català nacionalitzat holandès.
És una de les figures de més prestigi fora del seu país. Als dotze anys va descobrir els seus dots i sensibilitat per a la música. Tres anys més tard, ja segur de la seva vocació musical, es va endinsar a l'estudi de la mateixa. És decisiu en la seva evolució la seva trobada el 1949 amb Nuri Aymerich. Sota la seva tutela va aprofundir durant quatre anys en les tècniques musicals: composició, contrapunt, anàlisi i instrumentació. Animat pels nous desenvolupaments musicals a França, marxà a París el març del 1958 per conèixer Pierre Boulez. Després de quedar-se a Múnic i Zuric, Raxach es va establir a Colònia el setembre de 1959. Entre 1959 i 1965 va assistir als cursos d'estiu de Darmstadt amb Olivier Messiaen, Pierre Boulez, Bruno Maderna i Karlheinz Stockhausen, entre d'altres. També va seguir els cursos d'anàlisi a Bilthoven (1952-1958) durant les setmanes de música de Gaudeamus amb, entre d'altres, György Ligeti, Iannis Xenakis, Klaus Huber i Earle Brown.
Més tard va residir a Zuric ia Birkenfeld, a la Selva Negra alemanya. El 1962 va obtenir una beca que li va permetre estudiar Direcció d'Orquestra al Conservatori d'Utrecht, als Països Baixos, on va fixar la seva residència des del 1969. Entre els anys 1959 i 1965 va assistir als cursos de Darmstadt, a Alemanya, on va seguir els seminaris de Messiaen, Stockhausen i Boulez. Les composicions de Rexach es poden dividir en cinc períodes. El primer està influït per l'expressionisme de l'escola de Viena, que progressivament es tenyeix amb un halo de Messiaen i Varèse. Després d'un curt intermedi dodecafònic el 1959 amb Metamorfosi III, inicia amb Fases (1961) un nou període caracteritzat per la construcció de blocs sonors ferris i violents, però dins una estructuració molt flexible. El 1969, i gairebé com a reacció a l'anterior, comença amb Inside Outside un tercer període durant el qual compon una sèrie d'obres gairebé surrealistes de gran colorit orquestral i grans masses sonores dins d'un joc polifònic d'estructures de vegades divergents. Entre el 1981 i el 1991 segueix una etapa de transició en la qual es percep una certa objectivització de les tendències del període anterior, com a Opus incertum. Amb els seus Dotze preludis per a piano obre el 1992 un nou període que es caracteritza per una sèrie d'obres en què es fonen lirisme i violència, poesia musical i duresa sonora, ironia i optimisme, estructuració i llibertat.
El 1962 es va establir definitivament als Països Baixos; el 1969 es va convertir la seva nacionalitat en holandesa. Les obres de Raxach van ser interpretades per principals directors i músics de gairebé tots els festivals internacionals de música nova. A més, es realitzen actuacions i enregistraments de ràdio a gairebé tots els països de l'Europa occidental', el Japó, el nord i l'Amèrica del Sud.
El 1977, Raxach va rebre el premi de composició de Barcelona per Metamorfosa I escrita el 1956.

## Obra
Obres per a orquestra
- 1951/1952: Estudis (orquestra de corda)
- 1952/1955: Six mouvements

* 1954-1956: Polifonías (orquestra de corda)
- # Tranquillo-Allegretto-Tempo 1º
- # Molto mosso-Meno mosso-Agitato
- # Adagio
- # Mosso-Eccitato
- # Tranquillo-Andante moderato

- 1956: Metamorphose I
- 1958: Metamorphose II
- 1959: Metamorphose III, per a quinze instruments solistes (flauta, oboè, clarinet, saxo alt, clarinet baix, fagot, trompa, trompeta, trombó, arpa, dos violins, viola, violoncel i contrabaix)
- 1962-1963: Fluxión, per a flauta (també piccolo), oboè, clarinet, fagot, trompa, trompeta, trombó, dos violins, viola, violoncel, contrabaix, quatre percussionistes (4t també piano) i harmònium
- 1965: Syntagma
- 1966: Textures

1967/1968: Equinoxial, per a 31 instruments de vent, sis percussionistes, vuit contrabaix i orgue Hammond
- # Cycle 1
- # Jeu 1
- # Cycle 2
- # Jeu 2
- # Cycle 3

- 1969 rev. 1989: Inside outside, per a orquestra i cinta
- 1972-1974: Figuren in einer Landschaft
- 1975: Erdenlicht
- 1980: Am Ende des Regenbogens
- 1985: Opus incertum, voor groot kamerorkest
- 1986: Calles y sueños - In memoriam Federico García Lorca, per a orquestra de cambra

1994-1995: Concertino for piano and orchestra
- # Prologue
- # Ostinato
- # Nocturnal
- # Interlude
- # Scherzo
- # Epilogue

- 1995, 2003: Telluris, per a violí i orquestra
- 2005-2007: Chapter One
- 1997: Chapter Three
- 2002: Chapter Five
- 2004: Chapter Seven
- 2011-: "Chapter Nine"

### Treballs per a banda de concerts
1988: Preparatori
- # Ixent
- # Trànsit

1991: Codex Z, per a gran banda de concerts i bambuso sonoro
- # Neumes I
- # Episode I (Paris 1958)
- # Neumes II
- # Episode II (Black Forest 1986)
- # Neumes III
- # Episode III (Factor alpha)
- # Neumes IV

- 1999: Partita, per a 27 instrumentistes de vent i quatre percussionistes

### Treballant per a cor
- 1972: Interface uit "The esoteric garden", voor gemengd koor en orkest
- 1978: Soirée musicale, voor basklarinet solo, vrouwenkoor en orkest
- # Prélude
- # Nocturne
- # Madrigal I
- # Interlude
- # Madrigal II
- # La muse inquiète
- # Postlude
- 1990: Nocturno del hueco, voor koor, ensemble en geluidsband - tekst: Federico García Lorca

### Música vocal
- 1952: Pequeña Cantata, per a tenor i sis instruments (flauta, clarinet baix, trompa, arpa, viola i violoncel - text: Gabriel Bocángel y Unzueta
- 1965-1966: Fragmento II, per a soprano i tres instruments (flauta (també piccolo) i 2 percussionistes) - text: Vicente Huidobro
- 1969: Paraphrase, voor contralto, fluit, klarinet, basklarinet, fagot, hoorn, trompet, twee slagwerkers, harp, viool, altviool en cello
- 1973: Sine nomine, per a soprano (també campanes d'altar i campana de vaixell) i orquestra de cambra gran, cinta d'àudio i electrònica - text: Fragments de Gustave Flaubert, Enric Raxach, Antonin Artaud, Friedrich Nietzsche i del Gènesi
- 1975: Grand duo concertant, per a soprano i contrabaix
- 1984: ... hub of ambiguity, per a soprano i conjunt (flauta (també flauta alt i flautí), clarinet (també clarinet baix), percussionista, mandolina, guitarra, arpa, violí i contrabaix) - text: Marilyn Hacker

### Música de cambra
- 1961: Fases, per a quartet de corda
- 1962: Estrofas, per a sis instruments (flauta (també piccolo), clarinet baix (també clarinet), violí, violoncel, contrabaix i un percussionista)
- 1967: Summer music, per a violoncel i piano
- 1967 rev. 1987: Deux esquisses, per a clavicèmbal i percussió
- 1968: Imaginary landscape per a flauta (també flauta alt i percussionista)
- 1971: Scattertime, per a conjunt de cambra (flauta, clarinet (també clarinet baix), violí, violoncel, piano i orgue electrònic)
- 1971: Strijkkwartet no. 2, amb equips electrònics
- 1974: Chimaera, per a clarinet baix i cinta
- 1979: The hunting in winter, per a trompa i piano
- 1982: Careful with that…, per a clarinet (també clarinet en mi bemoll) i percussionista
- 1982: Chalumeau, per a quartet de clarinets
- 1982: Ode, per a flauta i trio de corda
- 1983: Vórtice per a sis clarinets baixos i tres clarinets contrabaix
- 1984: Chant d'après l'Ode, per a flauta solista
- 1986: Antevísperas, per a quartet de saxofons
- 1986: Asalto, saxo alt (també saxo soprano) i piano
- 1988: Obsessum, per a fagot i nou acordions
- 1989: 2x1 = 1x2, per a un o dos clarinets
- 1992: Decade, per a clarinet baix i acordió

### Obres per a orgue
- 1965: Tientos
- 1967: The looking-glass

### Obres per a piano
- 1976: Ricerare
- 1993: Twelve preludes

### Obres per a arpa
- 1992: Danses Pythiques

### Obres per a guitarra
- 1988: La obscuridad y su mano izquierda

### Treballant per a la percussió
- 1979: Aubade, per a quartet de percussió
- 1979: Cadenza, per a timbalista solista
- 1996: Neumes, per a sextet de percussió

### Música electrònica
- 1971: A Rite of Perception
- 1990: Reflections inside
- 1998: Life, love, war, death et cetera